# Ягодное (Черниговская область)
Я́годное (укр. Я́гідне) — село Черниговского района Черниговской области Украины. Население 399 человек.
Код КОАТУУ: 7425582803. Почтовый индекс: 15562. Телефонный код: +380 462.

## Власть
Орган местного самоуправления — Ивановский сельский совет. Почтовый адрес: 15562, Черниговская обл., Черниговский р-н, с. Ивановка, ул. Дружбы 33, тел. 68-83-42, 69-63-31.

## Транспорт
Автомагистраль М-01 является частью европейского маршрута E 95.

## Российско-украинская война
Во время российского вторжения деревня была захвачена российскими войсками. Они забрали мужчин, женщин и детей и стариков из домов, угрожая им оружием, и отвели в подвал местной школы, где продержали четыре недели. В течение 28 дней, с 3 по 31 марта 2022 года, более 350 жителей села, 77 из которых дети, были вынуждены жить в подвале площадью 197 м². За это время там из-за бесчеловечных условий содержания — отсутствия достаточного пространства, санитарных условий, доступа к свежему воздуху, пище, воде — умерли 10 пожилых людей. Выносить тела солдаты позволяли не каждый день, и иногда живые оставались рядом с ними сутками. Ещё 17 жителей села были убиты за пределами подвала. Подвал школы в Ягодном стал одним из символов российских военных преступлений. В совершении этого преступления Украина подозревает военнослужащих 55-й мотострелковой бригады РФ.
3 апреля 2022 года село было освобождено.

## Галерея

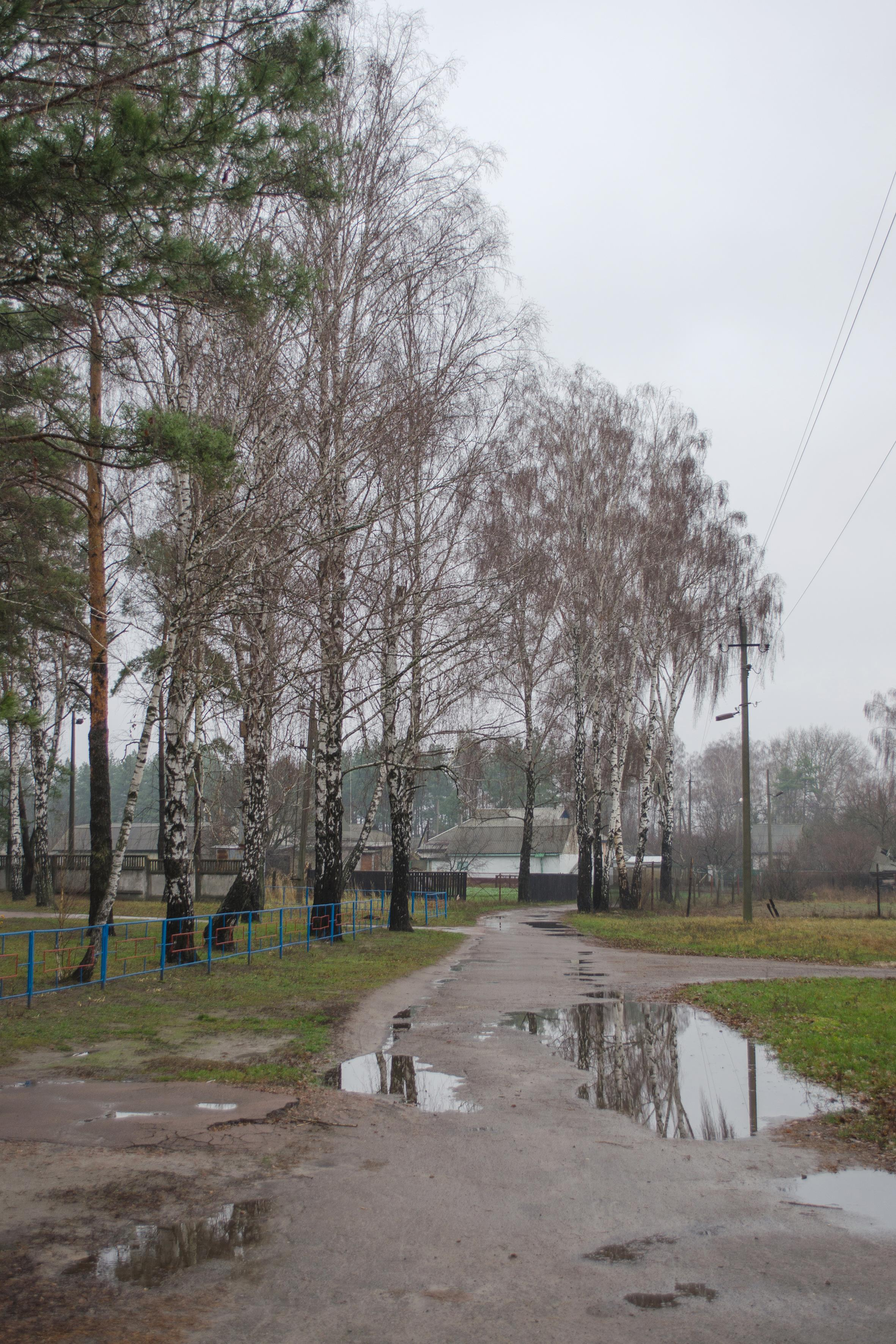
Уголок села
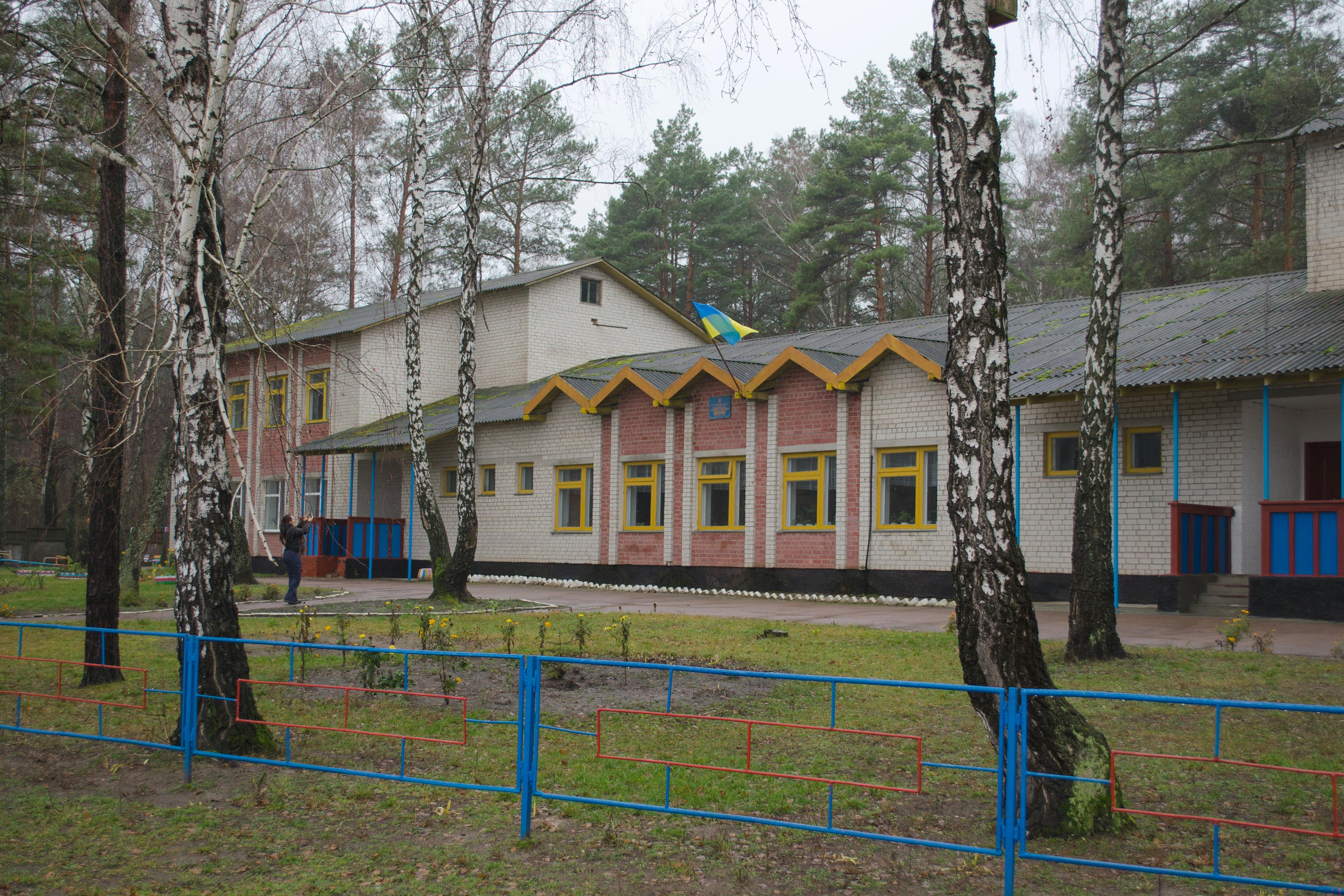
Школа
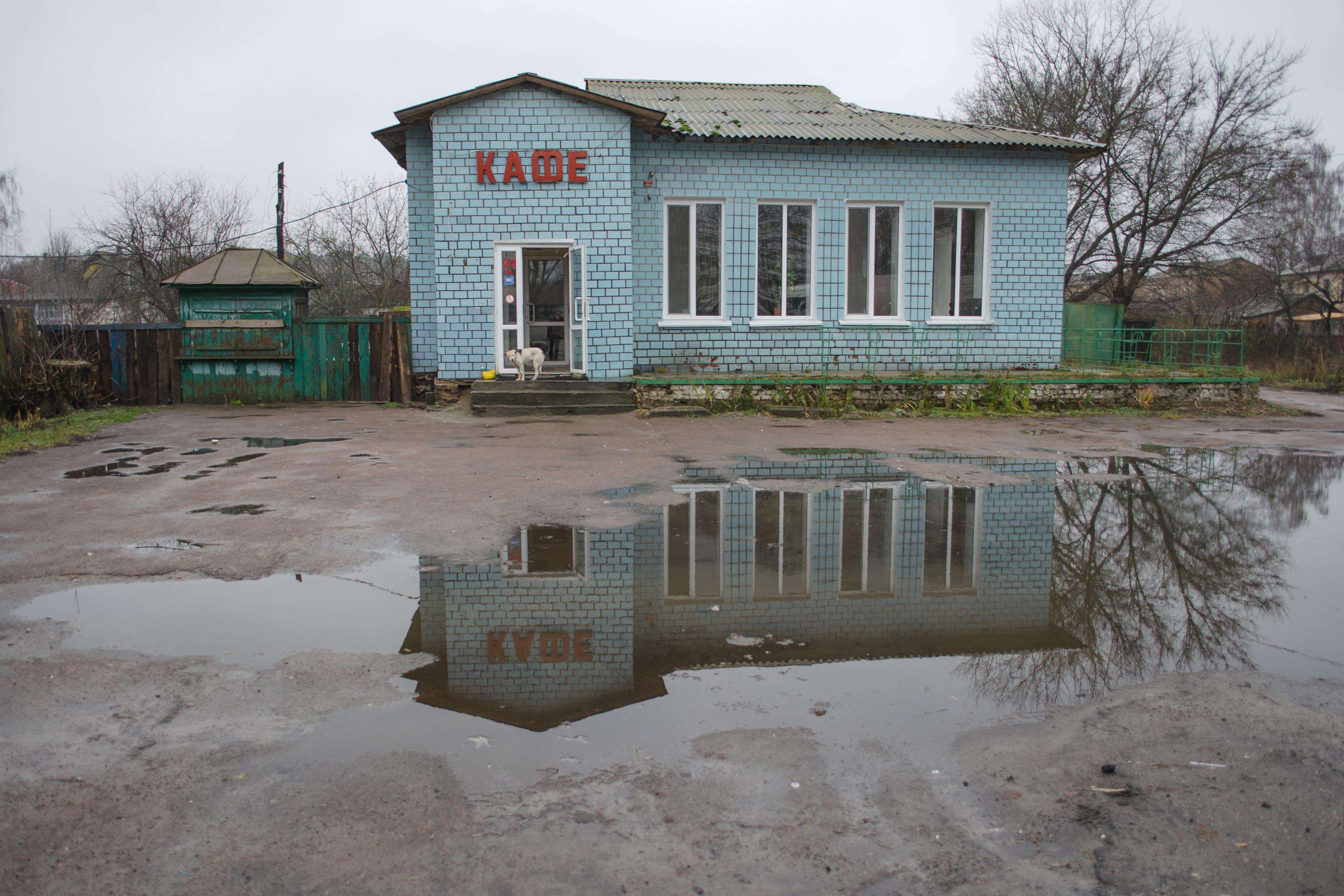
Кафе
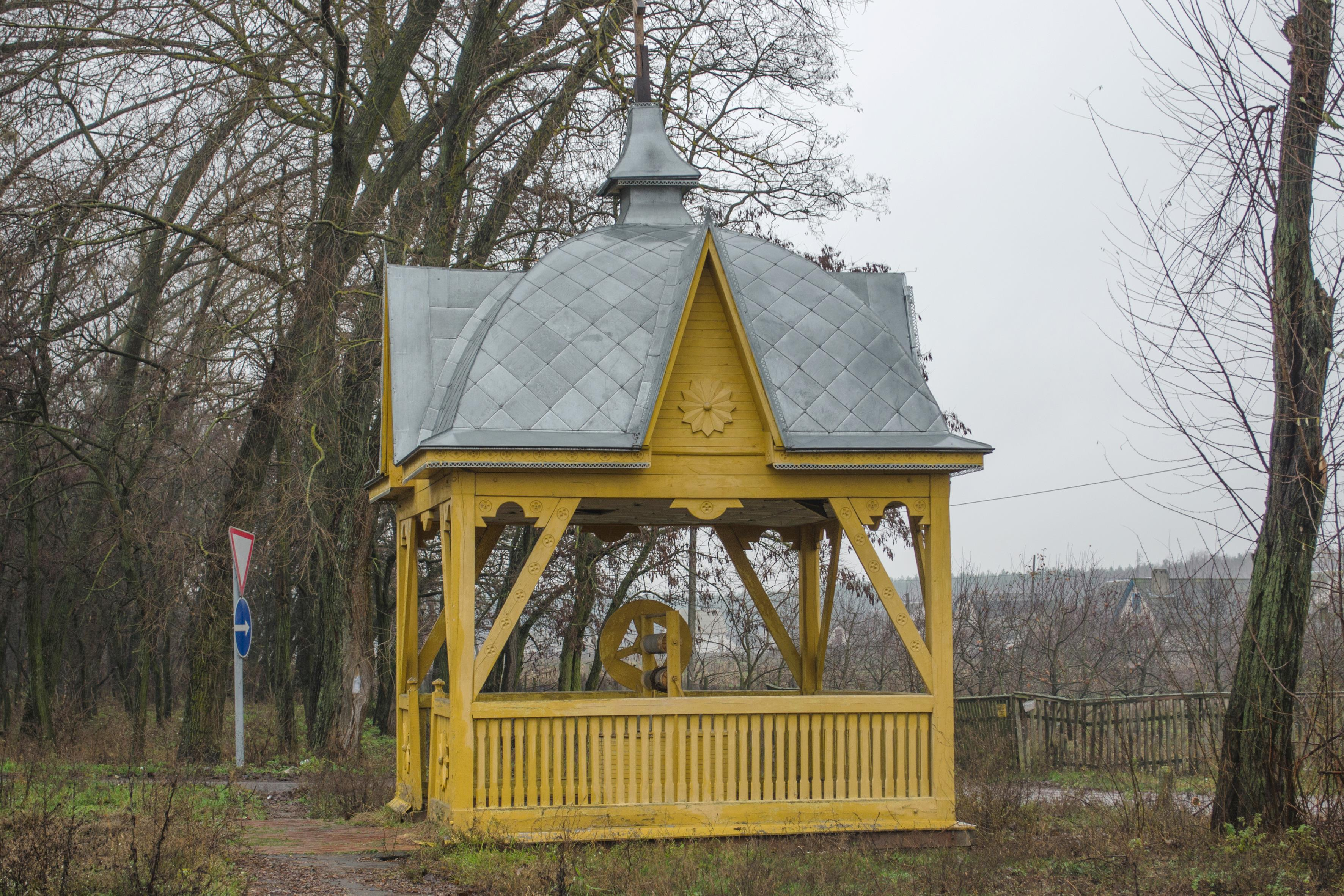
Колодец
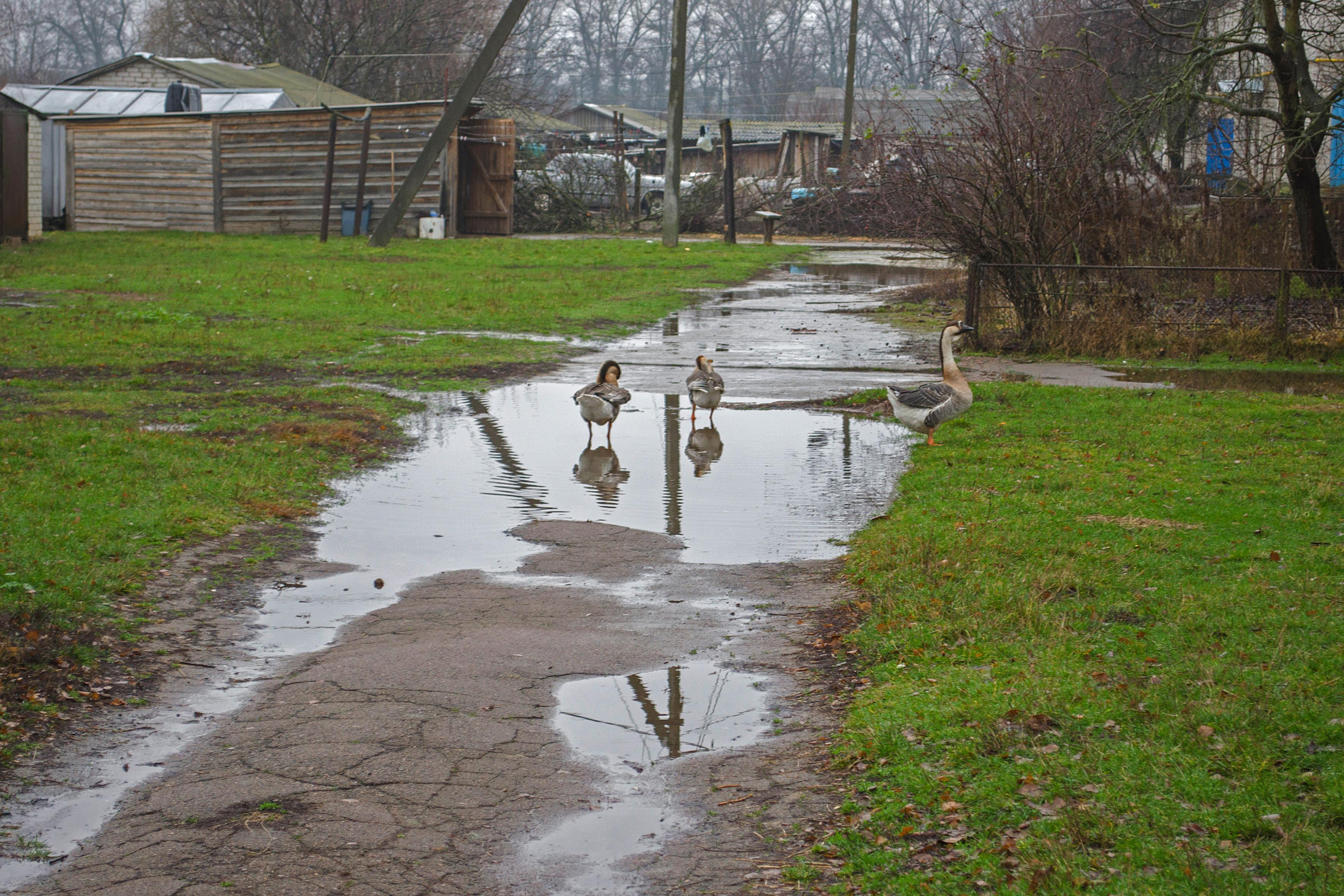
Во дворе
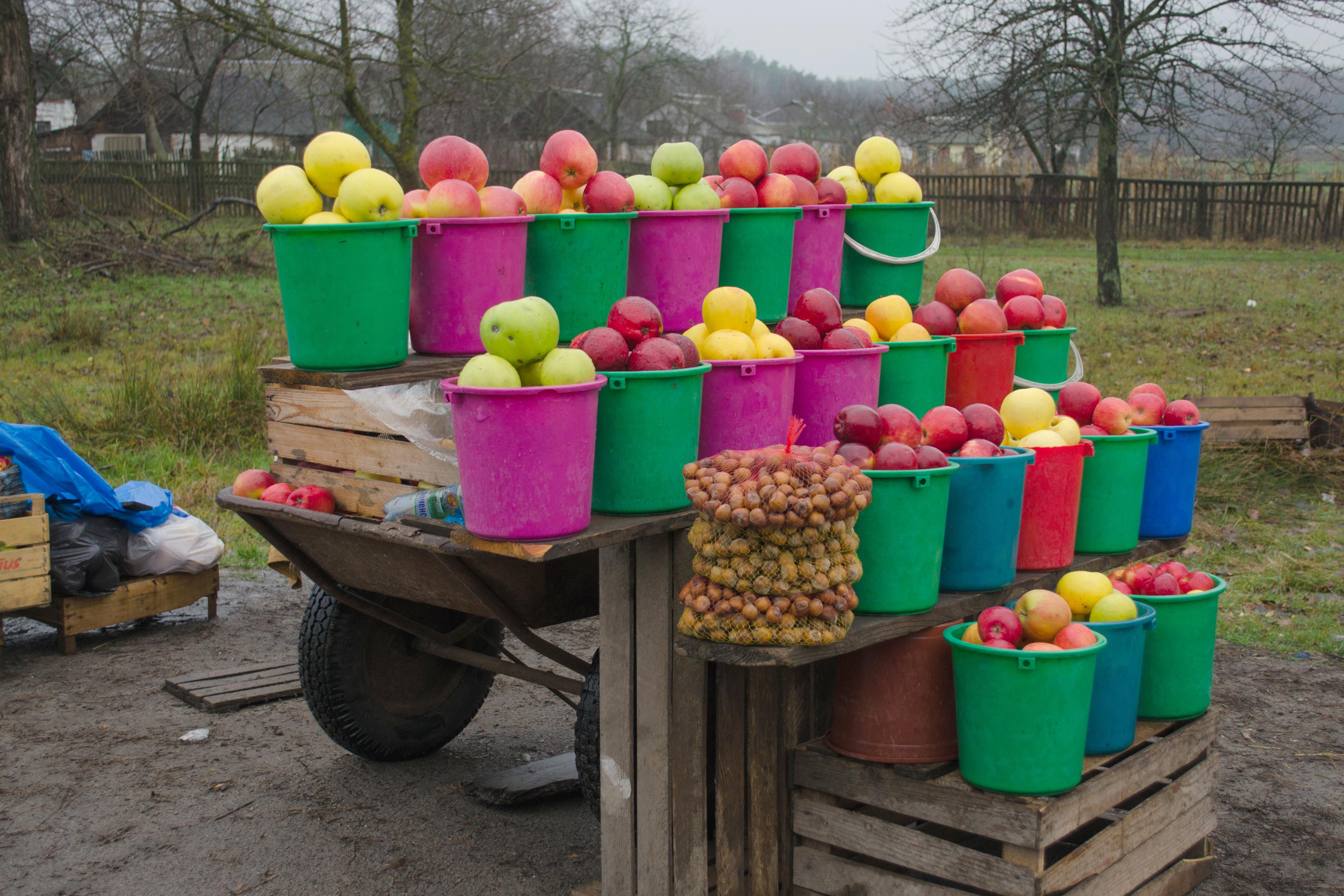
Торговля вдоль трассы